# Pieve di San Giovanni Battista (Castiglione della Pescaia)
La pieve di San Giovanni Battista è un edificio sacro di Castiglione della Pescaia.

## Descrizione
È stata ricavata nel XVI secolo da locali adibiti a deposito di armi in sostituzione di un altro edificio ricordato fin dal 1051.
Il caratteristico campanile è frutto della ristrutturazione in chiave neogotica di una torre della cinta muraria effettuata agli inizi del XX secolo. Sopra l'ingresso, che si apre nella fiancata laterale maggiore, è murato un architrave d'epoca alto medievale, scolpito con simboli evangelici.
L'interno a navata unica con copertura a capriate conserva una pala vicina ai modi di Francesco Nasini con i Santi Guglielmo e Petronilla che invocano la Madonna a protezione del paese. In questo stesso altare sono custodite le reliquie di san Guglielmo di Malavalle riposte in un reliquiario d'argento seicentesco.